# Rhachoepalpus ethelius
Rhachoepalpus ethelius är en tvåvingeart som beskrevs av Charles Howard Curran 1947. Rhachoepalpus ethelius ingår i släktet Rhachoepalpus och familjen parasitflugor. Inga underarter finns listade i Catalogue of Life.